# 어린이 드라마
어린이 드라마(child drama)는 어린이를 대상으로, 가정과 교육·오락을 담아내는 텔레비전 드라마이다.

## 방송

### 대한민국
- 한국방송공사 어린이 드라마
- 문화방송 어린이 드라마
- [[교육방송 어린이 드라마]]

## 같이 보기
- 청소년 드라마
- 어린이 프로그램
- 어린이 배우
- 아동극